# Hetty Bower
Hetty Bower (nascida Rimel; 28 de setembro de 1905 – 12 de novembro de 2013) foi uma ativista política e sufragista britânica, conhecida por dedicar sua vida à campanha política desde o início dos anos 1920. Antes da fundação do NHS do Reino Unido, ela disse: "As famílias eram forçadas a escolher entre comprar remédios para seus filhos ou um pedaço de pão... Nunca devemos voltar àqueles dias. Ela marchou contra os cortes de previdência, austeridade e o fechamento do Hospital Whittington no norte de Londres.

## Biografia
Bower nasceu em 1905 em Dalston, East London, quando o rei Edward VII era o monarca e as mulheres não tinham o direito de votar nas eleições gerais. Ela foi a sétima de dez filhos e trabalhou em escolas, moda, negócios e cinema. Ela fundou a primeira associação de mulheres. Conforme ela crescia, ela foi inspirada para fazer campanha por sua irmã, Cissie Rimel. Em 1923, aos 17 anos, Bower se juntou ao Partido Trabalhista. Como membro do Partido Trabalhista, Bower participou da Greve Geral de 1926 e da Batalha de Cable Street em 1936.
Durante a Segunda Guerra Mundial, Bower administrou um albergue de refugiados para pessoas que partiam da Tchecoslováquia. Ela também foi membro fundador da Campanha pelo Desarmamento Nuclear, mais conhecida como CND, em 1957. Nos anos restantes, ela foi convidada para vários eventos de campanha política. Ela gostava de ópera e de ouvir Caruso.
Ela tinha 108 anos quando morreu, dois meses depois de fazer um discurso na Conferência do Partido Trabalhista de 2013, em campanha pela paz e direitos iguais. Suas últimas palavras foram "Ban a bomba para sempre". Após sua morte, homenagens foram prestadas pelo líder trabalhista Ed Miliband, a secretária do Interior da sombra Yvette Cooper e a líder do Partido Verde , Natalie Bennett. Ela conheceu Miliband e Cooper no 100º Dia Internacional da Mulher em 2011. No mesmo ano, o The Guardian nomeou sua mulher do ano.
Bower morava em uma casa residencial em Highgate e morreu no Royal Free Hospital em Hampstead.